# Icestorm Entertainment
Icestorm Entertainment war ein 1997 gegründetes Medienunternehmen, das sich zunächst auf den Vertrieb von Videos, später auf DVDs und Blu-rays spezialisierte. 
Icestorm Entertainment war die Dachgesellschaft der Icestorm Gruppe, die sich aus der Icestorm Distribution Berlin GmbH zusammensetzte. Die Produkte wurden im Fach- und Einzelhandel sowie über einen eigenen Internetshop vertrieben. Mit IcestormTV wurde zwischenzeitlich eine Online-Videothek eingerichtet, die Filme als Video-on-Demand oder per Streaming anbot. Daneben veröffentlichte man gemeinsam mit der Zeitschrift Super-Illu monatlich einen Film in der Zeitschrift auf DVD. Bekannt wurde das Unternehmen, als es 1998 die exklusive Auswertungsgenehmigung des Progress Film-Verleihs für die Filme der DEFA-Stiftung übertragen bekam. 

## Unternehmensgeschichte
Laut Eigendefinition beschrieb sich das Unternehmen wie folgt: Icestorm Entertainment ist ein deutsches, international agierendes Unternehmen. Aufgabe der Icestorm ist es, kulturelle Film- und Fernsehinhalte auf DVD zu vermarkten. Hierbei konzentriert sich das Unternehmen auf den weltweiten Erwerb von Filmlizenzen zum exklusiven Vertrieb der Inhalte auf DVD sowie die Bereitstellung der Programme auf modernen Informationswegen wie Video-on-Demand (VoD) oder Streaming.
Zunächst wertete Icestorm Entertainment vor allem DEFA-Filme auf Video aus und brachte diese in den Handel. Ausgewertet wurden neben den Spielfilmen auch Trick-, Dokumentar- und Kurzfilme sowie das Material der DEFA-Wochenschau Der Augenzeuge und Filme aus der Satire-Reihe Das Stacheltier. Insgesamt handelt es sich um 13.000 Produktionen. Später wurden auch DVDs und vereinzelt Blu-ray Discs veröffentlicht. Zum Kernprogramm gesellten sich zunächst russische Filme und tschechoslowakische Filme sowie Fernsehserien. Zu den russischen Filmen der Studios Mosfilm-, Gorkifilm- und Lenfilm zählen etwa die Werke Sergei Eisensteins, Andrei Tarkowskis, Juri Oserows und Sergei Bondartschuks und Klassiker wie Der Amphibienmensch, Rette sich, wer kann, Uzala, der Kirgise, Wie der Stahl gehärtet wurde, Der stille Don und Der Weg zu den Sternen. Ein Schwerpunkt lag auf Kriegs-, Märchen- und Science-Fiction-Filmen. Die Filme wurden auf DVD nur mit deutschem Ton angeboten, da die Verwertungsrechte noch in der DDR-Zeit begründet liegen und nur für die synchronisierten Fassungen Rechte vorlagen. Auch bei den tschechoslowakischen Filmen lag der Schwerpunkt auf Märchen- und Kinderfilmen. Daneben wurden Fernsehserien wie Die Kriminalfälle des Majors Zeman oder Das Krankenhaus am Rande der Stadt veröffentlicht. Einen weiteren osteuropäischen Schwerpunkt schuf Icestorm mit polnischen Fernsehserien, am bekanntesten hier Vier Panzersoldaten und ein Hund. Neben den DEFA-Filmen wertete Icestorm Material des Deutschen Fernsehfunks sowie Archivmaterial des RBB aus. Icestorm veröffentlichte auch deutsche und österreichische Heimatfilme der 1950er Jahre, Musikdokumentationen und -filme, Dokumentationen mit DDR- oder ostdeutschem Bezug sowie in kleinerer Zahl neuere deutsche Spiel- und Dokumentarfilme.
Icestorm Entertainment hatte seinen letzten Sitz im Verlagsgebäude Neues Deutschland in Berlin. Geschäftsführerin war seit 2021 Yasmine Medczinski, die das Unternehmen in Zusammenarbeit mit dem Gesellschafter und Gründer der Icestorm Unternehmen, Gerhard Sieber, ab 2018, zunächst als Prokuristin, führte. Der Versuch das Unternehmen zu retten, endete im Sommer 2022 durch eine fällig gestellte Verbindlichkeit aus 2005, trotz aller Bemühungen, mit der Insolvenzanmeldung.
Im Juli 2022 meldete das Unternehmen Insolvenz an. Im gleichen Monat erklärte die DEFA-Stiftung das Ende der langjährigen Zusammenarbeit mit Icestorm Entertainment. Neuer Auswertungspartner der Stiftung wurde die neugegründete Gesellschaft  DEFA-Distribution GmbH.